# Herman Van Holsbeeck
Herman Van Holsbeeck (Sint-Lambrechts-Woluwe, 5 november 1954) is een Belgisch spelersmakelaar en voormalig voetbalbestuurder. Van 2003 tot 2018 was hij de manager van RSC Anderlecht waarmee hij acht keer Belgisch kampioen in de Eerste Klasse A werd en éénmaal Belgisch bekerwinnaar.

## Biografie
In 1995 werd Herman Van Holsbeeck secretaris van RWDM. Tijdens het seizoen 1997/98 volgde hij manager Johan Vermeersch op. Er vond op dat moment ook een voorzitterswissel plaats bij de Brusselse club. In 2000 werd Freddy Smets de opvolger van Van Holsbeeck, die dat jaar bij Lierse SK aan de slag ging.
Bij Lierse werd hij in 2003 weggeplukt door Roger Vanden Stock, voorzitter van RSC Anderlecht. Van Holsbeeck werd aangenomen als de opvolger van manager Michel Verschueren. Tot 2004 werkte Van Holsbeeck in de schaduw van Verschueren alvorens het roer volledig over te nemen. In geen tijd viel hij op vanwege zijn transferbeleid bij de Brusselaars. Zo bracht hij tijdens de zomer van 2006 verschillende Argentijnse voetballers naar het Constant Vanden Stockstadion.
Tijdens de zomerperiode in 2011 kwam hij in het oog van de storm te staan. Anderlecht was op een teleurstellende derde plaats geëindigd. De supporters hoopten op enkele versterkingen. Van Holsbeeck haalde onder meer ex-speler Dieumerci Mbokani, gewezen Gouden Schoen Milan Jovanović en de geblesseerde Ronald Vargas naar het Astridpark. Mbokani en Jovanović hadden er net een onregelmatig seizoen met weinig speelminuten opzitten. Maar de eerste twee risicovolle transfers bleken al snel een schot in de roos te zijn. Vargas revalideerde, maar liep niet veel later weer een knieblessure op. Enkele maanden later haalde hij ook de zwaar geblesseerde Gohi Bi Cyriac weg bij concurrent Standard Luik.
Eind november 2012 werd Van Holsbeeck onwel na een bijeenkomst van de raad van bestuur. Hij belandde in het ziekenhuis, waar werd vastgesteld dat hij oververmoeid was.
In het seizoen 2017/18 werd Anderlecht verkocht aan Marc Coucke, toenmalig eigenaar van KV Oostende. De verkoop werd in december 2017 afgerond, maar pas eind maart 2018 officieel goedgekeurd. De nieuwe eigenaar nam met Luc Devroe ook de sportief manager van Oostende mee naar Anderlecht. Begin april 2018 werd de samenwerking met Van Holsbeeck stopgezet en verliet hij de club. Kort nadien diende hij klacht in tegen Anderlecht bij het Belgische centrum voor conflictbemiddeling CEPANI. De ex-RSCA-manager eiste zijn volledige ontslagvergoeding waarbij sprake was van een bedrag tot 1,8 miljoen euro. Er is nog geen uitspraak gekend. 
In oktober 2018 werd hij door de politie meegenomen voor verhoor in het kader van een groot onderzoek naar financiële fraude en witwassen (Operatie Propere Handen) maar nadien weer vrijgelaten.
Sinds 2019 is hij werkzaam als spelersmakelaar met zijn bedrijf MMELL Sports.
Op 19 januari 2022 werd Van Holsbeeck aangehouden in verband met een onderzoek naar financiële constructies bij de uitgaande transfers van Anderlecht spelers Aleksandar Mitrović en Chancel Mbemba naar Newcastle United, en de transfer van Youri Tielemans naar AS Monaco. Er was vermoeden dat Van Holsbeeck in het zwart, een vergoeding zou hebben opgestreken voor die transfers via hun makelaar Christophe Henrotay. Na 21 dagen werd hij vrijgelaten onder voorwaarden.

## Trivia
- Herman Van Holsbeeck is verre familie van Joe Van Holsbeeck, die in 2006 in Brussel werd doodgestoken.[8]